# Zygaena lavandulae
Zygaena lavandulae är en fjärilsart som beskrevs av Eugenius Johann Christoph Esper 1783. Arten ingår i släktet Zygaena och familjen bastardsvärmare.

## Beskrivning
Huvudet och mellankroppen är svarta, med undantag för ett vitt parti framtill på mellankroppen. De bakre vingarna är blåsvarta med en stor, röd fläck. De främre vingarna är vanligen blågröna (mera åt det gröna hållet hos hanen) även om vissa underarter kan ha bronsfärgade framvingar, och med tydliga, röda fläckar med mörka kanter. Vingbredden är 35 till 37 mm hos honan, 31 till 36 mm hos hanen.

## Underarter
Zygaena lavandulae har ett stort antal underarter. BioLib anger den mera konservativa uppräkningen:
- Zygaena lavandulae lavandulae
- Zygaena lavandulae alfacarica Tremewan, 1961
- Zygaena lavandulae barcelonica Reiss, 1936
- Zygaena lavandulae consobrina Germar 1831/35
- Zygaena lavandulae espunnensis Reiss, 1922
- Zygaena lavandulae micheaellae Rungs & Le Charles, 1943

Det bör dock beaktas att BioLib främst listar data för arter i Tjeckiska republiken.
Catalogue of Life lägger dessutom till:
- Zygaena lavandulae altalavandulae Reiss, 1953
- Zygaena lavandulae bustilloi Rubio & Bustillo, 1973
- Zygaena lavandulae eucyanea Dujardin, 1968
- Zygaena lavandulae gertrudae Eitschberger, 1974
- Zygaena lavandulae huescae Tremewan, 1963
- Zygaena lavandulae ingridae Eitschberger, 1974
- Zygaena lavandulae izilanica Reiss, 1944
- Zygaena lavandulae lecharlesi Bernardi & Viette, 1959
- Zygaena lavandulae oropesica Reiss, 1965
- Zygaena lavandulae rubioi Gomez Bustillo, 1975
- Zygaena lavandulae teruelensis Reiss, 1936
- Zygaena lavandulae vegai Gomez Bustillo, 1975
- Zygaena lavandulae villajoyosica Eitschberger, 1974

## Utbredning
Utbredningsområdet omfattar nordvästra Italien över södra Frankrike och östra Spanien till västra Nordafrika.

## Ekologi
Habitatet består av klippterräng, vegetationsrika gräsmarker och ljusa, torra skogar, gärna på skogsvägsrenar. Den fullbildade fjärilen har en generation årligen, som flyger under april till juni.